# Vierschanzentournee 1964/65
Bei der 13. Vierschanzentournee 1964/65 fand das Springen in Oberstdorf am 27. Dezember statt, am 1. Januar folgte das Springen in Garmisch-Partenkirchen und am 3. Januar das Springen in Innsbruck. Die Veranstaltung in Bischofshofen wurde am 6. Januar durchgeführt. Die Tournee gewann der zweifache Bronzemedaillengewinner der Olympischen Spiele von Innsbruck, der Norweger Torgeir Brandtzæg, vor seinem Landsmann Björn Wirkola. In der nacholympischen Saison war das Teilnehmerfeld nicht ganz so groß geraten, zumal die Springer aus der DDR diesmal gänzlich fehlten. Nach dem Rücktritt des dreifachen Tourneegewinners Helmut Recknagel, diversen Verletzungen und weiterhin vorhandenen politischen Querelen auf Grund der Düsseldorfer Beschlüsse nahm diesmal gar keine Mannschaft aus der DDR teil. Favorisiert waren die Norweger, die mit Engan und Brandtzæg zwei Medaillengewinner von Innsbruck aufboten und mit Wirkola ein hoffnungsvolles Talent mitbrachten. Der überragende Springer der vorherigen Saison und Vorjahressieger, der Finne Veikko Kankkonen, musste wegen einer Gelbsucht pausieren. Und auch die Österreicher traten mit einem Handicap an. Ihr bester Springer Baldur Preiml, immerhin Vorjahresdritter, pausierte wegen einer schweren Sturzverletzung.

## Nominierte Athleten
| Nation             | Athleten |
| ------------------ | --- |
| BR Deutschland     | Max Bolkart, Georg Thoma, Wolfgang Happle, Henrik Ohlmeyer, Heini Ihle, Franz Keller, Helmut Wegscheider, Günther Göllner, Helmut Kurz, Wolfgang Schüller, Alois Haberstock, Axel Zerlaut, Hias Winkler, Georg Bühl, Oswald Schinze |
| Österreich         | Willi Egger, Peter Müller, Herbert Schiffner, Max Golser, Sepp Lichtenegger, Willy Schuster, Waldemar Heigenhauser, Willi Köstinger, Franz Scherübl                                                                                 |
| Finnland           | Seppo Hannula, Paavo Lukkariniemi, Erkki Pukka, Eino Kirjonen |
| Frankreich         | Alain Macle, Gilbert Poirot, Jean-Marie Poirot, Albert Vionnet |
| Jugoslawien        | Ludvik Zajc, Peter Eržen, Miro Oman |
| Italien            | Giacomo Aimoni, Mario Cecon, Nilo Zandanel, Dino De Zordo, Bruno De Zordo |
| Norwegen           | Torgeir Brandtzæg, Björn Wirkola, Toralf Engan, Per Cucheron, Ole Arntzen |
| Polen              | Józef Przybyła, Ryszard Witke, Piotr Wala |
| Schweden           | Olle Martinsson, Kurt Elimä, Ulf Norberg, Mats Östman |
| Schweiz            | Heribert Schmid, Sepp Zehnder, Max Walter, Richard Pfiffner |
| Sowjetunion        | Wladimir Sologub, Juri Subarew, Alexander Iwannikow, Pjotr Kowalenko, Juri Sakoljugin, Michail Weretennikow, Wiktor Krjukow |
| Tschechoslowakei   | Zbyněk Hubač, Dalibor Motejlek, Josef Matouš, Rudolf Doubek |
| Ungarn             | Endre Kiss, Tamás Sudár, László Gellér, László Csávás |
| Vereinigte Staaten | John Balfanz, Martin Jay, Dave Hicks |

## Oberstdorf
- Datum: 27. Dezember 1964[2]
- Land:  BR Deutschland
- Schanze: Schattenbergschanze
- Zuschauer: 7.000

Das erste Springen gewann letztendlich überlegen der Olympiadritte von Innsbruck, Torgeir Brandtzæg. Diese Leistung ist umso bemerkenswerter, da die skandinavischen Springer erst spät am Vorabend in Oberstdorf eingetroffen waren, weil an Heiligabend und dem 1. Weihnachtsfeiertag keine Flüge von Skandinavien aus nach Mitteleuropa gingen. Für noch größere Überraschungen sorgten er Amerikaner Hicks mit Platz 3 und der Italiener Aimoni mit Platz 6. Max Bolkart, der nach den olympischen Spielen eigentlich seine Karriere beendet hatte, sprang auf seiner Hausschanze mit und kam noch auf einem sehr respektablen 9. Platz ein.
| Pos. | Springer          | Land               | Punkte |
| ---- | ----------------- | ------------------ | ------ |
| 01   | Torgeir Brandtzæg | Norwegen           | 230,5  |
| 02   | Pjotr Kowalenko   | Sowjetunion        | 215,5  |
| 03   | Dave Hicks        | Vereinigte Staaten | 206,7  |
| 04   | Ludvik Zajc       | Jugoslawien        | 205,8  |
| 05   | Björn Wirkola     | Norwegen           | 205,4  |
| 06   | Giacomo Aimoni    | Italien            | 204,9  |
| 07   | Toralf Engan      | Norwegen           | 203,4  |
| 08   | Georg Thoma       | BR Deutschland     | 202,6  |
| 09   | Max Bolkart       | BR Deutschland     | 201,1  |
| 10   | Heini Ihle        | BR Deutschland     | 200,7  |

## Garmisch-Partenkirchen
- Datum: 1. Januar 1965[4]
- Land:  BR Deutschland
- Schanze: Große Olympiaschanze

Das Neujahrsspringen endete kurios. Nach einer sogenannten Schnellwertung war der deutsche Springer Heini Ihle zum Sieger erklärt worden, was auch in der Fernsehübertragung so vermeldet wurde. Erst nach einer nochmaligen Überprüfung korrigierte man den Entstand, Sieger war nunmehr der bis dahin unbekannte Finne Erki Pukka. Ihle rückte durch seinen zweiten Platz auf einen hervorragenden dritten Platz in der Gesamtwertung. Diese führte weiterhin Brandtzæg an, dem ein fünfter Platz gelang.
| Zwischenstand nach 2 Springen | Zwischenstand nach 2 Springen | Zwischenstand nach 2 Springen |
| Pos.                          | Springer                      | Punkte                        |
| ----------------------------- | ----------------------------- | ----------------------------- |
| 01.                           | Brandtzæg                     | 440,7                         |
| 02.                           | Kowalenko                     | 428,8                         |
| 03.                           | Ihle                          | 416,6                         |
| 04.                           | Motejlek                      | 408,3                         |
| 05.                           | Przybyła                      | 403,2                         |
| 06.                           | Wirkola                       | 402,5                         |

| Pos. | Springer             | Land             | Punkte |
| ---- | -------------------- | ---------------- | ------ |
| 01   | Erkki Pukka          | Finnland         | 216,0  |
| 02   | Heini Ihle           | BR Deutschland   | 215,9  |
| 03   | Helmut Kurz          | BR Deutschland   | 215,2  |
| 04   | Pjotr Kowalenko      | Sowjetunion      | 213,3  |
| 05   | Torgeir Brandtzaeg   | Norwegen         | 210,2  |
| 06   | Juri Subarew         | Sowjetunion      | 209,6  |
| 07   | Dalibor Motejlek     | Tschechoslowakei | 209,5  |
| 08   | Sepp Lichtenegger    | Österreich       | 209,0  |
| 09   | Peter Müller         | Österreich       | 208,7  |
| 10   | Michail Weretennikow | Sowjetunion      | 208,6  |

## Innsbruck
- Datum: 3. Januar 1965[6]
- Land:  Österreich
- Schanze: Bergiselschanze
- Zuschauer: 10.000

Bei Schneetreiben gab es auf der Olympiaschanze einen norwegischen Doppelerfolg. Dabei konnte der junge Björn Wirkola hinter dem Tagessieger Brandtzæg erstmals einen Podestplatz bei der Tournee erringen. Heini Ihle, bis Innsbruck immerhin Dritter der Gesamtwertung, stürzte im ersten Durchgang und trat zum zweiten Durchgang nicht mehr an. Dadurch kam er auch nicht mehr für eine aussichtsreiche Platzierung in der Gesamtwertung infrage. Durch seinen dritten Platz in der Tageswertung, nur knappe 0,2 Punkte hinter Wirkola, schob sich der Pole Przybyła nunmehr auf Platz zwei der Gesamtwertung. Die gleiche Platzierung hatte Przybyła bereits im Vorjahr vor dem Abschlussspringen in Bischofshofen erreicht, damals allerdings noch mit berechtigten Hoffnungen auf den Gesamtsieg. Diesmal lag Brandtzæg mit über 46 Punkten Vorsprung quasi uneinholbar vorn, der Gesamtsieg war an sich nur noch Formsache.
| Zwischenstand nach 3 Springen | Zwischenstand nach 3 Springen | Zwischenstand nach 3 Springen |
| Pos.                          | Springer                      | Punkte                        |
| ----------------------------- | ----------------------------- | ----------------------------- |
| 01.                           | Brandtzæg                     | 670,0                         |
| 02.                           | Przybyła                      | 623,1                         |
| 03.                           | Wirkola                       | 622,6                         |
| 04.                           | Motejlek                      | 622,1                         |
| 05.                           | Engan                         | 611,2                         |
| 06.                           | Pukka                         | 610,3                         |

| Pos. | Springer          | Land             | Punkte |
| ---- | ----------------- | ---------------- | ------ |
| 01   | Torgeir Brandtzæg | Norwegen         | 229,3  |
| 02   | Björn Wirkola     | Norwegen         | 220,1  |
| 03   | Józef Przybyła    | Polen            | 219,9  |
| 04   | Erkki Pukka       | Finnland         | 217,9  |
| 05   | Dalibor Motejlek  | Tschechoslowakei | 213,8  |
| 06   | Wiktor Krjukow    | Sowjetunion      | 213,2  |
| 07   | Henrik Ohlmeyer   | BR Deutschland   | 208,9  |
| 08   | Toralf Engan      | Norwegen         | 208,8  |
| 09   | Ryszard Witke     | Polen            | 207,5  |
| 10   | Ole Arntzen       | Norwegen         | 205,1  |

## Bischofshofen
- Datum: 6. Januar 1965[8]
- Land:  Österreich
- Schanze: Paul-Außerleitner-Schanze

Seinen ersten Tagessieg konnte der 21-jährige Björn Wirkola in Bischofshofen feiern. Bei teils widrigen Wetterbedingungen sprang er zunächst sogar neuen Schanzenrekord von 103 m, wurde aber später noch von dem Tschechoslowaken Motejlek mit 104,5 m abgelöst. Da Wirkola aber die wesentlich besseren Haltungsnoten bekam, reichte es für Motejlek nur für Platz zwei. Torgeir Brandtzaeg sprang eher auf Sicherheit und kam auf Platz 7 ein, welcher zum ungefährdeten Gesamtsieg reichte. Der Pole Przybyła kam wie im Vorjahr abermals in Bischofshofen nicht zurecht und platzierte sich nicht unter den besten zwanzig Springern.
| Pos. | Springer           | Land             | Punkte |
| ---- | ------------------ | ---------------- | ------ |
| 01   | Bjørn Wirkola      | Norwegen         | 220,2  |
| 02   | Dalibor Motejlek   | Tschechoslowakei | 217,6  |
| 03   | Wiktor Krjukow     | Sowjetunion      | 210,8  |
| 04   | Juri Subarew       | Sowjetunion      | 208,0  |
| 05   | Max Golser         | Österreich       | 202,5  |
| 06   | Ludvik Zajc        | Jugoslawien      | 201,7  |
| 07   | Torgeir Brandtzaeg | Norwegen         | 199,5  |
| 08   | Peter Müller       | Österreich       | 199,0  |
| 09   | Sepp Lichtenegger  | Österreich       | 197,6  |
| 10   | Per Cucheron       | Norwegen         | 191,8  |

## Gesamtstand
War die Frage nach dem Gesamtsieg spätestens nach dem Springen in Innsbruck geklärt, gestaltete sich das Ringen um die Podiumsplätze jedoch spannend. Letztlich konnte Wirkola durch seinen Tagessieg in Bischofshofen Platz 2 sichern. Dalibor Motejlek kletterte durch seinen zweiten Platz in Bischofshofen noch auf Rang drei der Gesamtwertung, was zugleich die erste Podiumsplatzierung eines tschechoslowakischen Springers bei der Tournee bedeutete. Den Polen Przybyła ereilte das gleiche Schicksal wie im Vorjahr, allerdings wurde er nach seinem miserablen Springen in Bischofshofen diesmal nur auf Platz fünf der Gesamtwertung durchgereicht. Die deutschen Springer hatten nach dem Ausfall von Heini Ihle nichts mehr mit dem Ausgang der Tournee zu tun ebenso wie die Österreicher, deren bester Springer Peter Müller aber immerhin noch den sechsten Platz in der Gesamtwertung belegte.
| Rang | Name                 | Nation           | Gesamt- wertung | Oberst- dorf | Garmisch- Partenk. | Inns- bruck- | Bischofs- hofen |
| ---- | -------------------- | ---------------- | --------------- | ------------ | ------------------ | ------------ | --------------- |
| 01   | Torgeir Brandtzæg    | Norwegen         | 869,5           | 230,5 / 01.  | 210,2 / 05.        | 229,3 / 01.  | 199,5 / 07.     |
| 02   | Björn Wirkola        | Norwegen         | 842,8           | 205,4 / 05.  | 197,1 / 23.        | 220,1 / 02.  | 220,2 / 01.     |
| 03   | Dalibor Motejlek     | Tschechoslowakei | 839,7           | 198,8 / 14.  | 209,5 / 07.        | 213,8 / 05.  | 217,6 / 02.     |
| 04   | Juri Subarew         | Sowjetunion      | 809,1           | 189,6 / 25.  | 209,6 / 06.        | 201,9 / ??.  | 208,0 / 04.     |
| 05   | Józef Przybyła       | Polen            | 803,0           | 200,5 / 11.  | 202,7 / 15.        | 219,9 / 03.  | 179,9 / ??.     |
| 06   | Peter Müller         | Österreich       | 800,7           | 192,2 / 20.  | 208,7 / 09.        | 200,8 / 15.  | 199,0 / 08.     |
| 07   | Erkki Pukka          | Finnland         | 798,7           | 176,4 / 39.  | 216,1 / 01.        | 217,9 / 04.  | 188,4 / ??.     |
| 08   | Toralf Engan         | Norwegen         | 792,2           | 203,4 / 07.  | 199,0 / 20.        | 208,8 / 08.  | 181,0 / ??.     |
| 09   | Wiktor Krjukow       | Sowjetunion      | 791,0           | 170,4 / 49.  | 196,6 / 25.        | 213,2 / 06.  | 210,8 / 03.     |
| 10   | Michail Weretennikow | Sowjetunion      | 790,1           | 186,7/ 27.   | 208,6 / 10.        | 203,3 / 11.  | 191,5 / 11.     |